# Bergadís
Bergadís (en griego moderno Μπεργαδής) es un poeta cretense griego del siglo XVI. Su poema Arókoros, publicado en 1509 (Venecia), es la primera obra impresa de la literatura griega moderna.
En esta obra, de 558 versos rimados, describe la catábasis o descenso al Hades en sueños del autor, donde aprovecha para realizar una feroz sátira misógina y anticlerical. Al ser tragado por un dragón, descubre que su boca es la puerta de entrada al Hades. Allí se encuentra con los muertos, que siguen viviendo recordando su vida. La concepción de la muerte que aparece en este poema es similar a la que encontramos en Homero, pero perpetuada por la tradición popular (ya que probablemente Bergadis no había leído al antiguo poeta).

Vienes del mundo terrestre, de la tierra de los vivos: / dinos si el cielo permanece, si el universo sigue en pie. / Si el relámpago rasga la nube, si truena, si el cielo está nublado y si llueve.

Las sombras le preguntan si los mortales lloran a sus muertos. Este tema se desarrolla en un extenso diálogo. Hay viudas infieles a la memoria de sus difuntos, y también sacerdotes y frailes que sacan provecho de la situación de indefensión de aquellas. Se distingue entre dos clases de viudas: las malas, que no respetan el voto de fidelidad que hicieron a sus maridos ni el tiempo de luto porque ya eran malas mujeres e infieles en vida de sus esposos, y las virtuosas, que guardan escrupulosamente la memoria de sus difuntos retirándose del mundo y dedicándose a la oración y a las labores humanitarias. Se ataca la codicia de los monjes (captación de las herencias y fortunas de las jóvenes viudas aristócratas), y su apetito sexual por las mismas.
El poema muestra características tanto de la poesía griega antigua como de la moderna y cierta afinidad con la literatura italiana, en especial Boccaccio y el Inferno de Dante Alighieri.
Este poema tuvo cierto éxito y alcanzó varias ediciones más hasta el siglo XVII. También fue objeto de una imitación por parte de Juan Pikatoros, en un poema titulado Lamento rimado sobre el amargo e insaciable Hades, donde relata su estancia en el Inframundo después de que él también fuera tragado por un dragón. Los infiernos que describe, aterradores, son, sin embargo, muy diferentes a los del Arókoros, y la calidad poética del poema es muy inferior.
Hay ediciones críticas de Alexíu (1963-64) y Vejleskov (2005), y el texto comentado de la edición de 1509 realizada por Panayiotakis (1991). El Arókoros fue puesto en música por el compositor contemporáneo Giorgos Kyriakakis. Manuel González Rincón tradujo la obra al español (1992) fundándose en la edición de Alexíu.